# Epicypta boettcheri
Epicypta boettcheri är en tvåvingeart som först beskrevs av Edwards 1929.  Epicypta boettcheri ingår i släktet Epicypta och familjen svampmyggor.
Artens utbredningsområde är Filippinerna. Inga underarter finns listade i Catalogue of Life.